# Brauerei Clemens Härle
La Brauerei Clemens Härle est une brasserie à Leutkirch im Allgäu.

## Histoire
Clemens Härle était issu d'une famille d'agriculteurs de Kirchdorf an der Iller. Il avait 13 autres frères et sœurs. Quatre de ses frères apprennent le métier de brasseur et de maltage à Oberdischingen, près d'Ulm. Son frère Reinhart Härle dirige la brasserie Waldschloss à Waldshut, son frère Fridolin dirige la Königsegger WalderBräu à Königseggwald.
Clemens Härle loue d'abord la brasserie du château de Bad Wurzach ; cependant elle brûle. En 1895, il acquiert la brasserie Mohr à Leutkirch im Allgäu. Les locaux de l'entreprise se situent dans la Wangener Straße, au bord de l'Eschach. La brasserie comprenait une ferme, une brasserie-auberge et d'autres propriétés. Immédiatement après l'achat en 1896, Clemens Härle construit un nouveau bâtiment de brasserie. Il est achevé en seulement huit mois de construction et le premier brassage est réalisé le 16 février 1897, une lager non filtrée ; elle produira ainsi de la Braunbier jusque dans les années 1920. La bière est encore brassée aujourd'hui dans ce bâtiment en brique de trois étages.
Karl-Clemens Härle réussit son examen de maître brasseur en 1948 et rejoint l'entreprise. Avec son père, il entreprend de renouveler les installations vieilles jusqu'à 50 ans.
À partir de 1997, l'entreprise familiale est dirigée par Gottfried Härle, fils de Karl-Clemens Härle, arrière-petit-fils de Clemens Härle. L'entreprise est membre fondateur de la Bundesverband Nachhaltige Wirtschaft, fondée en 1992. L'entreprise se présente comme la première brasserie ayant atteint la neutralité carbone en Allemagne en 2009.
La brasserie affiche la mention "digestible" sur ses étiquettes jusqu'à l'été 2015, jusqu'à ce que le tribunal régional de Ravensburg considère ce terme comme illégal le 26 août 2015, invoquant le fait qu'il induit les consommateurs en erreur. L'utilisation du mot controversé est interdite. Un recours devant le tribunal régional supérieur de Stuttgart n'aboutit pas, tout comme un procès devant la Cour fédérale.

## Production
La brasserie montre une grande importance à travailler exclusivement avec des matières premières régionales. L'orge de brasserie provient d'agriculteurs de Haute-Souabe et le houblon de Tettnang (houblon biologique de la ferme biologique Bentele). Pour le blé biologique, des fermes biologiques bavaroises sont également utilisées.
La brasserie produit les bières suivantes :
- Härle Export Gold
- Härle NaturPils (Bio)
- Clemens Spezial
- Clemens ohne Filter
- Clemens Weissbier (Bio)
- NaturRadler
- NaturRadler (Bio)
- Echtes Radler
- Härle Böckle
- Landzüngle (Bio)
- Fidelio (Bio)
- Härle Hopfenleicht
- Lager Hell (Bio)
- Feine Weisse
- Leichte Weisse
- Dunkle Weisse